# Tomb Invader
Tomb Invader ist ein US-amerikanischer Abenteuerfernsehfilm aus dem Jahr 2018 von James H. Thomas. Produziert wurde der Film von The Asylum.

## Handlung
Die Archäologin Julie Channing sucht in einem chinesischen Tempel nach dem mythischen Drachenherz. Da der falsche Schlüssel gewählt wurde, stürzt der Tempel ein und Channing und ihr Team werden erschlagen. 20 Jahre später entdeckt die Archäologin Alabama „Ally“ Channing, Tochter von Julie, eine Truhe in einer Höhle im Nahen Osten und weicht dabei platzierten Sprengfallen aus. Wenig später kann sie einer Truppe bewaffneter Soldaten entkommen. Hauptberuflich unterrichtet sie als Professorin an der Emeron University. Dort wird sie eines Tages von Isabelle Villeneuve angesprochen, die ihr eine Kiste mit dem Tagebuch ihrer Mutter Julie und ein Telefon überreicht, das plötzlich beginnt zu klingeln. Als Gesprächspartner gibt sich der Milliardär Tim Parker zu erkennen, der sie darum bittet, ihn in China zu treffen.
Ally und ihre Freunde Helena, ebenfalls eine Archäologin, und Bennie Blum, ein Geologe, treten die Reise nach China an. Dieser erwartet sie bereits. An seiner Seite sind seine Freundin Isabelle und der freiberufliche Schatzsucher Nathan Carter. Dieser ist Ally bekannt, da dieser nur die Absicht hat, Geld aus antiken Artefakten zu schlagen, und weniger an deren historischer und wissenschaftlicher Bedeutung interessiert ist. Tim erklärt, dass er versucht, die Arbeit von Allys Mutter zu beenden und das Herz des Drachen zu bergen. Ally und ihre Freunde erklären sich bereit, dabei zu helfen. In der folgenden Nacht wird ihr Lager von einer Gruppe Einheimischer angegriffen, die Isabelle töten und Nathan entführen. Die restlichen Mitglieder der Gruppe nehmen die Verfolgung auf.
Nathan wird zum Anführer der örtlichen Gruppe, Jian, gebracht. Dieser weist seine Lakaien zurecht, da diese Isabelle getötet haben. Die Einheimischen erzählen Jian von einer jungen Frau, die Teil von Carters Gruppe war. Dieser will in Erfahrung bringen, um wen es sich dabei handelt. Nathan gibt preis, dass es sich um Alabama Channing handelt. Ally und die anderen verfolgen Nathan und die Einheimischen bis zu deren Lager und geraten dabei in einen Hinterhalt. Bennie wird bewusstlos geschlagen, doch Ally erledigt ihren Angreifer und erkennt, dass sie sich Nathan nähern müssten. Sie macht sich alleine auf den Weg, wird aber wenig später gefangen genommen. Sie wird von Li Wei, Jians Stellvertreter, verspottet, kann sich jedoch von ihren Fesseln befreien und sich ihren Widersachern zum Kampf stellen. Gemeinsam mit Nathan gelingt ihr die Flucht, doch schon bald geraten sie erneut in die Gefangenschaft Jians. Dieser enthüllt, dass er Allys Mutter kannte.
Jian gibt Ally zu verstehen, dass er sich durch das Herz des Drachen wünscht, China zu vereinen. Daher bittet er sie, ihm dabei zu helfen. Diese stimmt zu. Tim Parker befiehlt Nathan, sich an seinen Auftrag zu halten und das Herz des Drachen zu finden. Im ramponierten Tempel versucht die Gruppe, die Fallen in den Korridoren zu umgehen. Bennie wird jedoch von einem vergifteten Pfeil getötet und Helena verletzt sich während eines Steinschlages. Als die Gruppe verunsichert ist, wie es weitergehen soll, bietet Tim an, sicherzustellen, dass der Weg sicher ist. Nathan verrät nun, dass Tim nicht die Absicht hat, Jian das Herz des Drachen zu geben, sondern es selbst nutzen will. Ally stößt im Tempel auf einen leuchtenden Edelstein, wobei es sich laut Tim um das besagte Herz handelt. Es kommt zum handgreiflichen Konflikt zwischen Ally, Nathan und Tim, in dessen Verlauf ein Steinwächter erscheint, der sich Ally und Nathan in den Weg stellt, sodass Tim fliehen kann.
Ally und Nathan besiegen den Wächter, der eine Tür öffnet und ein Schwert enthüllt, wobei es sich um das wahre Herz des Drachen handelt. Der Tempel beginnt nun vollständig einzustürzen. Ally und Nathan eilen zu Helena, um sie sicher aus dem Tempel zu bringen. Tim verläuft sich währenddessen im Tempel und wird von herabstürzenden Trümmern erschlagen. Draußen vor dem Tempel überreicht Ally Jian das Herz des Drachen. Dieser ist begeistert und fragt ironisch, ob es noch andere versteckte Relikte gibt, nach denen sie für ihn suchen kann. Zurück an der Emerson University unterrichtet Ally ihre Klasse. Zur Tür marschiert die wieder genesene Helena hinein, die mit einem Blick Ally andeutet, dass ihnen ein weiteres Abenteuer bevorsteht. Ally beendet den Unterricht.

## Hintergrund
Es handelt sich um einen Mockbuster zu Tomb Raider, der am 15. März 2018 in den deutschsprachigen, und am Folgetag in den US-amerikanischen Kinos anlief. Tomb Invader feierte wenige Tage vorher, am 9. März 2018, seine Premiere. In Deutschland wurde er am 27. Oktober 2018 im Fernsehen auf Tele 5 ausgestrahlt.
Gedreht wurde im Griffith Park, unter anderen am Bronson Canyon. Weitere Drehorte waren ein Filmstudio in Los Angeles sowie Santa Clarita.

## Rezeption
„‚Mockbuster‘ aus dem Trash-Studio The Asylum, der sich unverhohlen an ‚Tomb Raider‘ und die ‚Indiana Jones‘-Filme anlehnt. Einfalls- und lustlos gefilmt, füllt der Film sein Mini-Budget mit mäßigen Tricks und Landschaftsbildern von China auf und schwingt sich kaum auf das Level unfreiwilliger Komik auf.“

„Naiv – hier wird kein Filmschatz gehoben.“

In der Internet Movie Database hat der Film bei über 750 Stimmenabgaben eine Wertung von 2,6 von 10,0 möglichen Sternen (Stand: 15. Oktober 2022).